# Síntese de Reppe
As reações químicas a alta pressão catalisadas por acetaletos de metais pesados, especialmente acetaleto de cobre são chamadas genericamente de síntese de Reppe ou química de Reppe, em homenagem ao químico alemão Walter Reppe. Estas reações podem ser classificadas em quatro grandes classes:
- A vinilização, de acordo com a equação:

- Preparação de etinildióis dos aldeídos de acordo com a equação:

- Reações com monóxido de carbono:

Esta simples síntese foi usada para preparar derivados de ácido acrílico para a produção de acrílico.
- A polimerização cíclica

Esta reação provê uma incomum rota para o benzeno e especialmente para o ciclo-octatetraeno, o qual seria difícil de preparar por outra via.
Produtos destes quatro tipos de reações provaram ser versáteis intermediários na síntese de lacas, adesivos, materiais em espuma, fibras têxteis e fármacos que puderam a partir de então ser produzidos.